# ADN-A

Dupla hélice de ADN-A. As bases encontram-se muito inclinadas em relação à horizontal.

O ADN-A, DNA-A, A-ADN ou A-DNA aparece em condições de umidade escassa e menor temperatura que a forma ADN-B.

## Estrutura da dupla hélice
Trata-se de uma dupla hélice dextrógira, tal como no ADN-B, com um sulco menor pouco profundo e um pouco mais amplo que o sulco maior, que é mais profundo. Em comparação com a dupla hélice do ADN-B, esta é mais aberta, tem maior diâmetro e uma disposição das bases nitrogenadas mais distante do eixo da hélice. As bases nitrogenadas estão muito inclinadas em relação à horizontal, mais próximas entre si e localizadas mais simetricamente em relação ao centro.